# Richard Reding
Richard Reding (* 1932 in Groitzsch) ist ein deutscher emeritierter Hochschullehrer für Chirurgie.

## Leben
Reding besuchte in Leipzig die Oberrealschule für Jungen und die Herder-Oberschule. Nach dem Abitur studierte er von 1951 bis 1956 an der Universität Leipzig Medizin. 1956 wurde er in Leipzig zum Dr. med. promoviert. 1957/58 war er bei dem Anatomen Kurt Hermann Alverdes tätig. Von 1962 bis 1970 durchlief er die chirurgische Fachausbildung bei Herbert Uebermuth in Leipzig und an der Chirurgischen Klinik der Ernst-Moritz-Arndt-Universität Greifswald. Er habilitierte sich 1964 in Greifswald. 1968 erhielt er einen Lehrauftrag für Chirurgie. Seit 1970 o. Professor, wechselte er 1976 an die Universität Rostock. Das Ministerium für Bildung, Wissenschaft und Kultur des Landes Mecklenburg-Vorpommern übernahm ihn nach der Deutschen Wiedervereinigung als o. Professor. Am 30. September 1993 aus dem Dienst der Universität Rostock ausgeschieden, war er vier Jahre für den  Medizinischen Dienst der Krankenversicherung in Niedersachsen tätig (Verletzungen ärztlicher Sorgfaltspflicht). Er engagierte sich in der Vereinigung der Chirurgen von Mecklenburg-Vorpommern. 1975–1977, 1981–1983 und 1987–1991 war er Vorsitzender der Vereinigung (Rostock). 1968 und 1975 leitete er die Tagungen in Greifswald, 1981 und 1990 in Rostock.

## Ehrungen
- Mitglied des wissenschaftlichen Beirates für das Fach Chirurgie beim Ministerium für das Hoch- und Fachschulwesen der DDR
- 1. Vorsitzender der Gesellschaft für Chirurgie der DDR (1987–1989)
- Verdienter Arzt des Volkes
- Ehrenmitglied der Kubanischen Gesellschaft für Chirurgie
- Ehrenmitglied der Österreichischen Gesellschaft für Chirurgie
- Ehrenmitglied der Ungarischen Gesellschaft für Chirurgie

## Werke
- mit Siegfried Kiene und Wolfgang Senst: Getrennte Wege – gemeinsame Chirurgie: Beiträge zur Chirurgie in der DDR. Edition Sapientia, Pro Literatur Verlag 2009. ISBN 978-3866113985.